# فاگان (کالیفرنیا)
فاگان (به انگلیسی: Fagan) یک منطقهٔ مسکونی در ایالات متحده آمریکا است که در شهرستان بیوت، کالیفرنیا واقع شده‌است. فاگان ۲۸ متر بالاتر از سطح دریا واقع شده‌است.